# دورباش
دورباش، روستایی از توابع بخش مرکزی شهرستان تکاب در استان آذربایجان غربی ایران است. این روستا مرکز دهستان انصار می‌باشد.

## موقعیت و جمعیت
روستای دورباش واقع در جنوب شرقی دهستان انصار از بخش مرکزی شهرستان تکاب بوده و روستای سبیل در جنوب غربی و قرخلو در غرب و تمای در شمال غرب آن از همسایه‌های این روستا هستند. دورباش در منطقه کوهستانی قرار گرفته و دارای جاده آسفالته می‌باشد. روستای دورباش دارای مدرسه دبستان و راهنمایی، دومسجد (مسجد رسول اکرم و مسجد جامع)، پنج تکیه، درمانگاه و شبکه بهداشت، پست بانک، آسیاب، فروشگاه تعاونی، مغازه‌های خرده‌فروشی، قصابی، شرکت تعاونی روستایی، آب مشروب و برق وگازسراسری می‌باشد این روستا و براساس سرشماری مرکز آمار ایران در سال ۱۳۹۵، جمعیت آن ۷۲۹ نفر (۲۱۹ خانوار) بوده‌است.

## زبان و مذهب
- مذهب آنها شیعه بوده و به زبان ترکی آذربایجانی صحبت می‌کنند.[نیازمند منبع]

## آثار باستانی
- یکی از مهم‌ترین آثار باستانی روستای دورباش که هرساله در اواخر خرداد ماه تعداد گردشگران و بازدیدکنندگان بسیاری را جذب خود می‌کند بقعهٔ تاریخی ایوب انصار است.

- از دیگر آثار باستانی می‌توان به قلعه تاریخی رشیدالدوله روستا و در نزدیکی آن حمام تاریخی متروکه در زیر زمین قرار دارد اشاره کرد.

## شغل
شغل اصلی در این روستا کشاورزی و دامداری و زنبورداری می‌باشد.

## محصولات این روستا
بخش عمده محصولات کشاورزی، گندم، جو، چاودار، نخود، عدس، میوه‌ها: انگور، سیب، آلبالو، گیلاس، زردآلو،  گلابی، بادام، گردو، سنجد محصولات دامی: شیر، پنیر، ماست، کره، عسل ارگانیک 

## آداب و رسوم
- یکی از آداب و رسوم روستای دورباش این است که برای احترام به مردی که سن و سالی از او گذشته (تقریباً بالای ۵۰ سال) پسوند «کا» را به انتهای نام او اضافه می‌کنند. مثل حسین کا، احمد کا، جعفر کا و .....
- در هر سال اهالی روستای دورباش در آخرین جمعه خرداد ماه، به همراه خانواده، به قله کوه ایوب انصاری صعود می‌کنند.
- عصر روز چهارشنبه یکی از ریش سفیدان به وسیله بلندگوی مسجد اعلام می‌کند تا همه به اقوام خود اطلاع‌رسانی کنند تا در صعود به این قله حاضر شوند. زنان روستا روزپنجشنبه با درست کردن فتیر محلی و خرید لباس‌های نو با شور اشتیاق خود را برای این روز بزرگ آماده می‌کنند. اکثر اهالی از مسیر پاکوب از داخل روستای دورباش صعود می‌کنند و افراد مسن نیز با ماشین از مسیر روستای عربشاه می‌آیند. در این روز مردم علاوه بر زیارت بقعه ایوب انصار، یک روز در طبیعت در کنار خانواده به تفریح مشغول می‌شوند، و از فردای آن روز هر کس به دنبال کار خود می‌رود.[۳]